# Ise, Norge
Ise är en tätort i Sarpsborgs kommun i Østfold fylke i sydöstra Norge. Orten ligger vid riksväg 22 och den östliga linjen av Østfoldbanan, nordöst om staden Sarpsborg.
Tidigare har orten tillhört dåvarande Skjebergs kommun.